# 亚历山大·米哈伊洛维奇·谢尔盖耶夫
亚历山大·米哈伊洛维奇·谢尔盖耶夫（俄语：Александр Михайлович Сергеев，1955年8月2日—），俄罗斯物理学家。现任俄罗斯科学院院长。

## 生平
1955年生于高尔基州布图尔利诺。1977年毕业于国立乌拉尔高尔基大学无线电物理系。毕业后便开始在俄科学院下诺夫哥罗德应用物理研究所工作。2000年获得全博士学位。
2003年当选为俄罗斯科学院通讯院士，2016年当选为院士。2001年至2012年担任俄罗斯科学院应用物理研究所副所长，兼任非线性光学部门主任。2015年开始担任所长。
2017年9月26日，谢尔盖耶夫在俄罗斯科学院院长选举第二轮投票中以压倒性优势胜出。9月28日，普京总统签署命令，批准他出任俄罗斯科学院院长，任期五年。
2019年11月入选中国科学院外籍院士。

## 学术研究
谢尔盖耶夫主要研究激光物理学、飞秒光学、非线性波理论、等离子体物理学和生物光子学。曾经领导并创建了国家级飞秒光学中心，拥有全球闻名的拍瓦激光系统。

## 荣誉
1999年获俄罗斯联邦国家奖，2006年获授俄罗斯荣誉勋章，2012年获俄罗斯联邦政府奖。2018年获授法国学术界棕榈叶勋章。